# Groupe d'armées B
Le groupe d'armées B (en allemand : Heeresgruppe B) est un regroupement d'armées allemandes, roumaines et italiennes durant la Seconde Guerre mondiale.

## Bataille de France, 1940
Le premier groupe d'armées B participe à l'offensive allemande à l'ouest en mai 1940 sur la Belgique et les Pays-Bas. Son but est de s'emparer des ponts sur la Meuse après l'action aéroportée sur Rotterdam. Le groupe d'armées comprenait alors environ 300 000 hommes et était dirigé par le général Fedor von Bock qui sera nommé maréchal après cette campagne victorieuse en juillet 1940.

## Front de l'Est, 1942
Le second groupe d'armées B fut formé sur le front de l'Est quand le groupe d'armées Sud fut divisé en deux formations lors de l'offensive allemande de l'été 1942. Il est alors commandé par Maximilian von Weichs. Le groupe d'armées B a alors la tâche de protéger le flanc nord du groupe d'armées A et comprend l'attaque de la 6e armée sur Stalingrad. 

En février 1943, le groupe d'armées B et le groupe d'armées Don fusionnent pour donner le nouveau groupe d'armées Sud.

## Front de l'Ouest, 1944-1945
Un nouveau groupe d'armées B est créé dans le Nord de l'Italie sous les ordres du Generalfeldmarschall Rommel en 1943 contre une éventuelle attaque alliée à cet endroit. Ce groupe d'armées B est déplacé dans le Nord de la France et est chargé de la protection des côtes de la Manche contre un éventuel débarquement allié (estimé possible de l’embouchure la Loire aux côtes du Pays-Bas). Après le 6 juin 1944, il participe à la bataille de Normandie. Le 19 juillet, le Generalfeldmarschall Kluge succède à Rommel, blessé à la suite d'une attaque aérienne sur son véhicule. Moins d'un mois plus tard, le 17 août, le Generalfeldmarschall Model remplace Kluge, soupçonné d’être impliqué dans le complot du 20 juillet contre Hitler.
Pendant l'été 1944, le groupe d'armées B continue de combattre en France. Replié aux Pays-Bas en septembre, il est chargé de mettre en déroute l’opération Market Garden ; au début de l'hiver 1944-1945, il participe à l'offensive allemande des Ardennes qui finit par échouer. De plus en plus affaibli, il se retrouve encerclé dans la poche de la Ruhr (dans le Nord-Ouest de l'Allemagne) et divisé en des portions de plus en plus réduites : la dernière d'entre elles se rend le 21 avril 1945, le jour du suicide de son dernier chef, Walter Model.

## Commandement suprême
| Date            | Commandant                                 |
| --------------- | ------------------------------------------ |
| 12 octobre 1939 | Generalfeldmarschall Fedor von Bock        |
| 15 juillet 1942 | Generalfeldmarschall Maximilian von Weichs |
| 14 juillet 1943 | Generalfeldmarschall Erwin Rommel          |
| 19 juillet 1944 | Generalfeldmarschall Günther von Kluge     |
| 17 août 1944    | Generalfeldmarschall Walter Model          |

## Généraux
Parmi les généraux commandant des unités qui composaient alors ce groupe, on peut citer:
- Gustav-Adolf von Zangen, commandant la 15e armée allemande ;
- Sepp Dietrich, commandant la 6e armée de panzer SS ;
- Hasso von Manteuffel commandant la 5e armée de panzer ;
- Erich Brandenberger commandant la 7e armée allemande.

## Organisation
Troupes rattachées au groupe d'armées
- Heeresgruppen-Nachrichten-Regiment 537 (1. Aufstellung) (régiment de transmission)
- Heeresgruppen-Nachrichten-Regiment 605 (2. Aufstellung)

Unités faisant partie du groupe d'armées
| Date      | Armées |
| --------- | --- |
| 1939      | |
| Novembre  | 4e Armée, 6e Armée, 18e Armée,                                                                                    |
| 1940      | |
| Mai       | 6e Armée, 18e Armée                                                                                               |
| Juin      | 9e Armée, 6e Armée, 4e Armée, Panzer Group Kleist                                                                 |
| Juillet   | 7e Armée, 4e Armée                                                                                                |
| Août      | 7e Armée, 4e Armée, 6e Armée                                                                                      |
| Septembre | 18e Armée, 4e Armée, 6e Armée                                                                                     |
| 1941      | |
| Janvier   | 18e Armée, 4e Armée, 17e Armée, 2e Panzer Group, Commandant militaire dans le Gouvernement Général (Pologne)      |
| Mai       | 9e Armée, 4e Armée                                                                                                |
| 1942      | |
| Août      | 2e Armée, 2e Armée hongroise, Armée italienne en Russie, XXIXe Corps d'armées, 6e armée, 4e armée Panzer          |
| Septembre | 2e Armée, 2e Armée hongroise, 8e armée italienne, 6e Armée, 4e Panzer Armee                                       |
| Octobre   | 2e Armée, 2e Armée hongroise, 8e Armée italienne, 4e Panzer Armee, 3e Armée roumaine, 4e armée roumaine           |
| Novembre  | 2e Armée, 2e Armée hongroise, 8e Armée italienne, 3e Armée roumaine, 6e Armée, 4e Armée Panzer, 4e Armée roumaine |
| Décembre  | 2e Armée, 2e armée hongroise, 8e armée italienne                                                                  |
| 1943      | |
| Janvier   | 2e Armée, 2e Armée hongroise, 8e armée italienne, détachement d'Armée Fretter-Pico                                |
| Février   | 2e Armée, Détachement d'armée Lanz, 8e Armée italienne, 2e Armée hongroise                                        |
| Septembre | LIe Corps d'armée, IIe Corps SS, LXXXVIIe Corps d'armée                                                           |
| Décembre  | à disposition de l'OKW au Danemark                                                                                |
| 1944      | |
| Mai       | 7e Armée, 15e Armée, Commandant de la Wehrmacht aux Pays-Bas                                                      |
| Juin      | 7e Armée, 15e Armée, commandant de la Wehrmacht aux Pays-Bas, Groupe Panzer Ouest                                 |
| Aout      | 1re Armée, 5e Armée Panzer, 7e Armée, 15e Armée, réserve des Pays-Bas                                             |
| Septembre | 7e Armée, 1re Armée parachutiste, 15e Armée                                                                       |
| Novembre  | 4e Armée, 5e Armée Panzer, Groupe d'armées Student                                                                |
| Décembre  | 7e Armée, 5e Armée Panzer                                                                                         |
| 1945      | |
| Janvier   | 7e Armée, 5e Armée Panzer, 6e Armée Panzer, 15e Armée                                                             |
| Février   | 7e Armée, 5e Armée Panzer, 15e Armée                                                                              |
| Avril     | 15e Armée, 5e Armée Panzer, Détachement d'armée von Lüttwitz                                                      |

## Source
- (en) Cet article est partiellement ou en totalité issu de l’article de Wikipédia en anglais intitulé « Army Group B » (voir la liste des auteurs).